# Yerli Kara

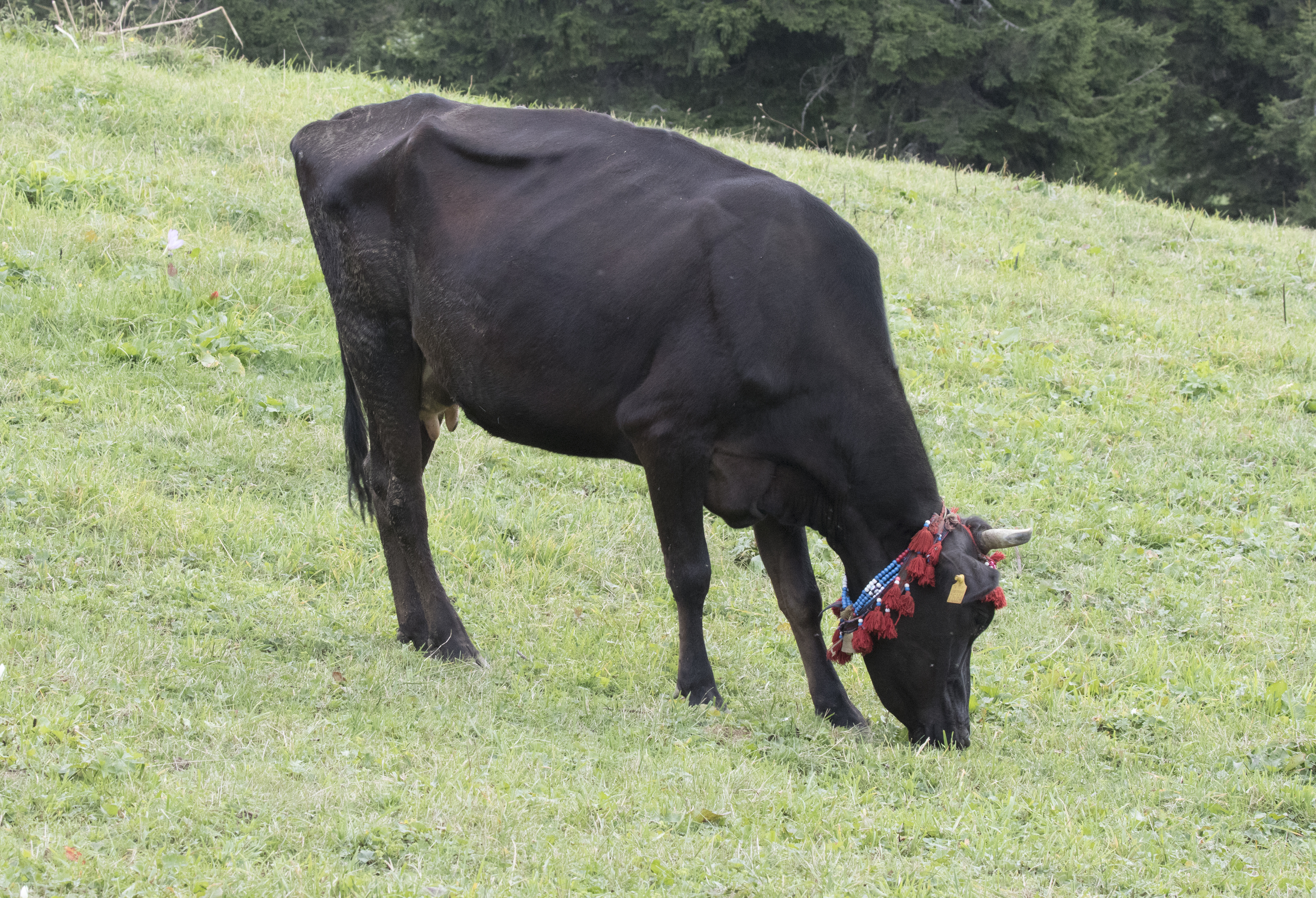
Een grazende koe in Şalpazarı, Trabzon

De Yerli Kara (Turks voor “inheemse zwarte”) is een runderras dat zijn oorsprong vindt in Anatolië, in wat nu Turkije is. De Yerli Kara was tot voor kort een zeer populair runderras in Turkije en werd gebruikt in de zuivelproductie, vleesproductie en als trekdier bij kleinere boeren. Ze worden voornamelijk gehouden in Centraal-Anatolië.
Het ras wordt thans met uitsterven bedreigd en het aantal genetisch zuivere dieren is drastisch afgenomen. Dit komt door kruising met Europese rassen, zoals de Holstein-Friesian, om de productiviteit en opbrengsten te verbeteren, maar ook slecht beheer samenhangend met de migratie van de plattelandsbevolking naar steden.